# CBS-koersindices
De CBS-koersindex voor aandelen en de CBS-herbeleggingsindex voor aandelen  zijn aandelenindices van het Centraal Bureau voor de Statistiek. Daarnaast zijn er de CBS-koersindex voor obligaties en de CBS-herbeleggingsindex voor obligaties.
De CBS-herbeleggingsindex voor aandelen volgt enerzijds de koersen van aandelen en daarbij ook het dividend dat de aandelen hebben opgeleverd. Bij de berekening van de index wordt ervan uitgegaan dat het dividend weer in aandelen wordt herbelegd. Vandaar de naam de herbeleggingsindex.
Voor obligaties geldt hetzelfde.
Sinds 1983 is op de Amsterdamse effectenbeurs de AEX index geïntroduceerd (toen nog onder de naam EOE index). Hoewel deze het dividend niet meerekent heeft deze een groot deel van de rol van de CBS-herbeleggingsindex overgenomen. Deze nieuwe index werd continu berekend, in vergelijking met de tweemaal daagse berekening van de CBS-herbeleggingsindex.
In tegenstelling tot de AEX index hebben de CBS-koersindices, als dimensieloze grootheden, geen sprong gemaakt met de invoering van de euro.